# Tabor (Czechy)
Tabor (cz. Táborⓘ, niem. Tabor) – miasto w południowej części Czech, na Wyżynie Środkowoczeskiej, nad rzeką Lužnice (dopływ Wełtawy), w kraju południowoczeskim. Według danych z 1 stycznia 2024, liczba mieszkańców miasta wynosi 34 370 osób (29. miejsce w kraju).

## Historia
Ślady archeologiczne wskazują na obecność w miejscu dzisiejszego Tabora stałej osady w okresie kultury halsztackiej (VI-V wiek p.n.e.).
Około 1270 roku zostało założone przez Przemysława Ottokara II miasto Hradiště. Prawdopodobnie zostało ono zniszczone już w 1276 roku podczas powstania przeciwko królowi.
W 1420 roku w rejon miasta przybyli husyci, którzy chcieli w tym miejscu realizować swoje plany budowy idealnego społeczeństwa. Nową nazwę nadano miejscowości w nawiązaniu do Góry Tabor w dzisiejszym Izraelu. Od nazwy miasta wywodzi się nazwa jednego z odłamów husytyzmu – taborytów. W 1437 roku Zygmunt Luksemburski nadał Taborowi status miasta królewskiego. W 1438 roku w czasie wojny o koronę czeską dla Kazimierza Jagiellończyka, w mieście broniły się przed Albrechtem Habsburgiem od 11 sierpnia do 15 września oddziały polskie i husyckie. W 1452 miasto poddało się wojskom Jerzego z Podiebradów i uznało zwierzchność króla czeskiego.

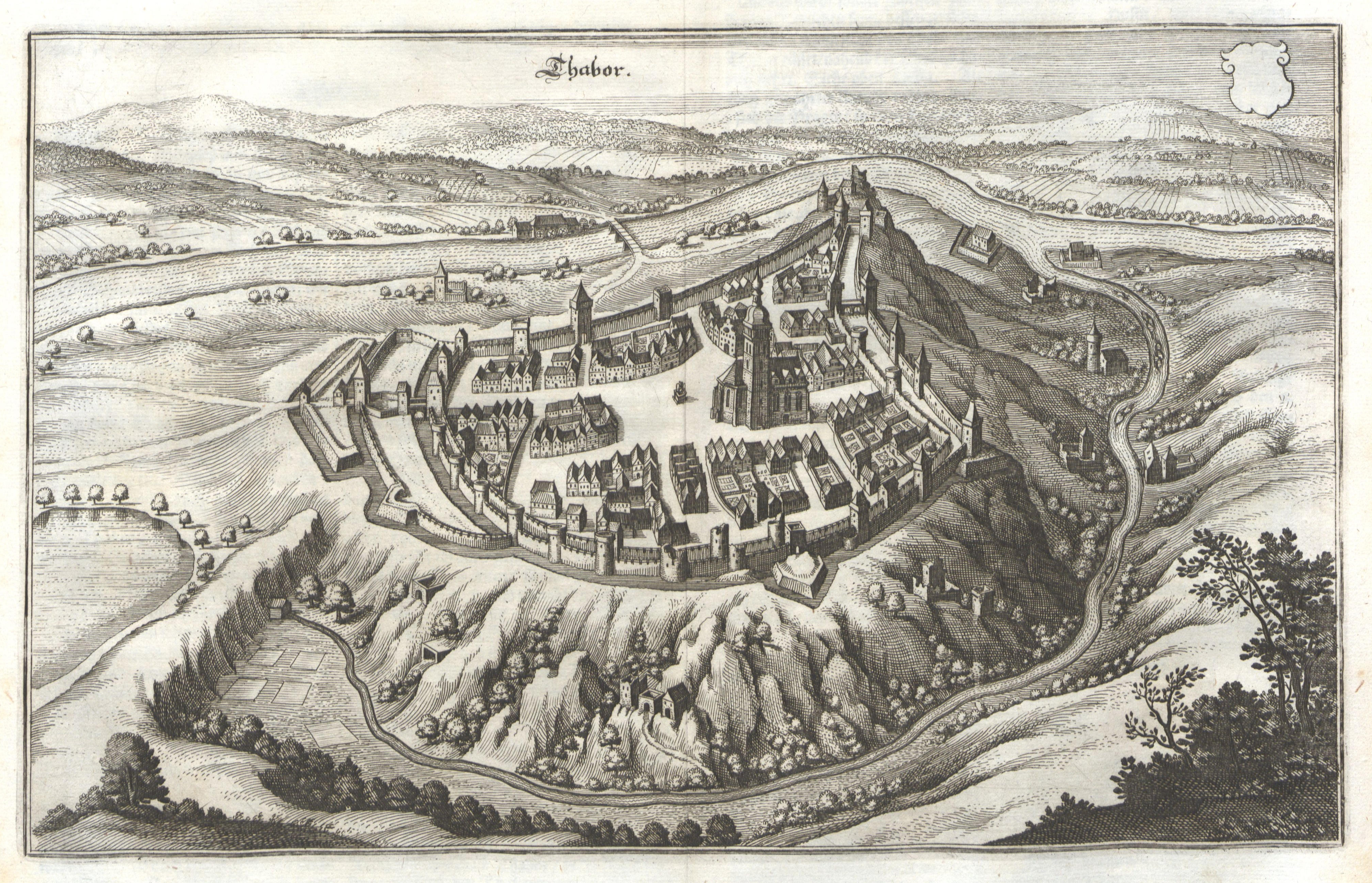
Tábor na rycinie Matthäusa Meriana z pierwszej połowy XVII w.

## Zabytki
- Stare Miasto z renesansowymi, gotyckimi i barokowymi kamienicami, z unikalnym labiryntowym planem miasta.
- późnogotycki ratusz ze schodkowymi szczytami (Muzeum Husyckie) wraz z trasą turystyczną po podziemiach miasta.
- późnogotycki kościół Przemienienia Pańskiego (XV/XVI w.)
- kościół augustianów (XVII w.)
- średniowieczna baszta Kotnov
- zespół Bramy Bechyńskiej - muzeum historii regionu.
- pomnik Jana Žižki z Trocnowa,
- trasa pierwszej elektrycznej kolei na ziemiach czeskich (sezonowa trasa turystyczna zabytkowym składem).
- sanktuarium i cmentarz na Klokotach
- ogród botaniczny

## Galeria

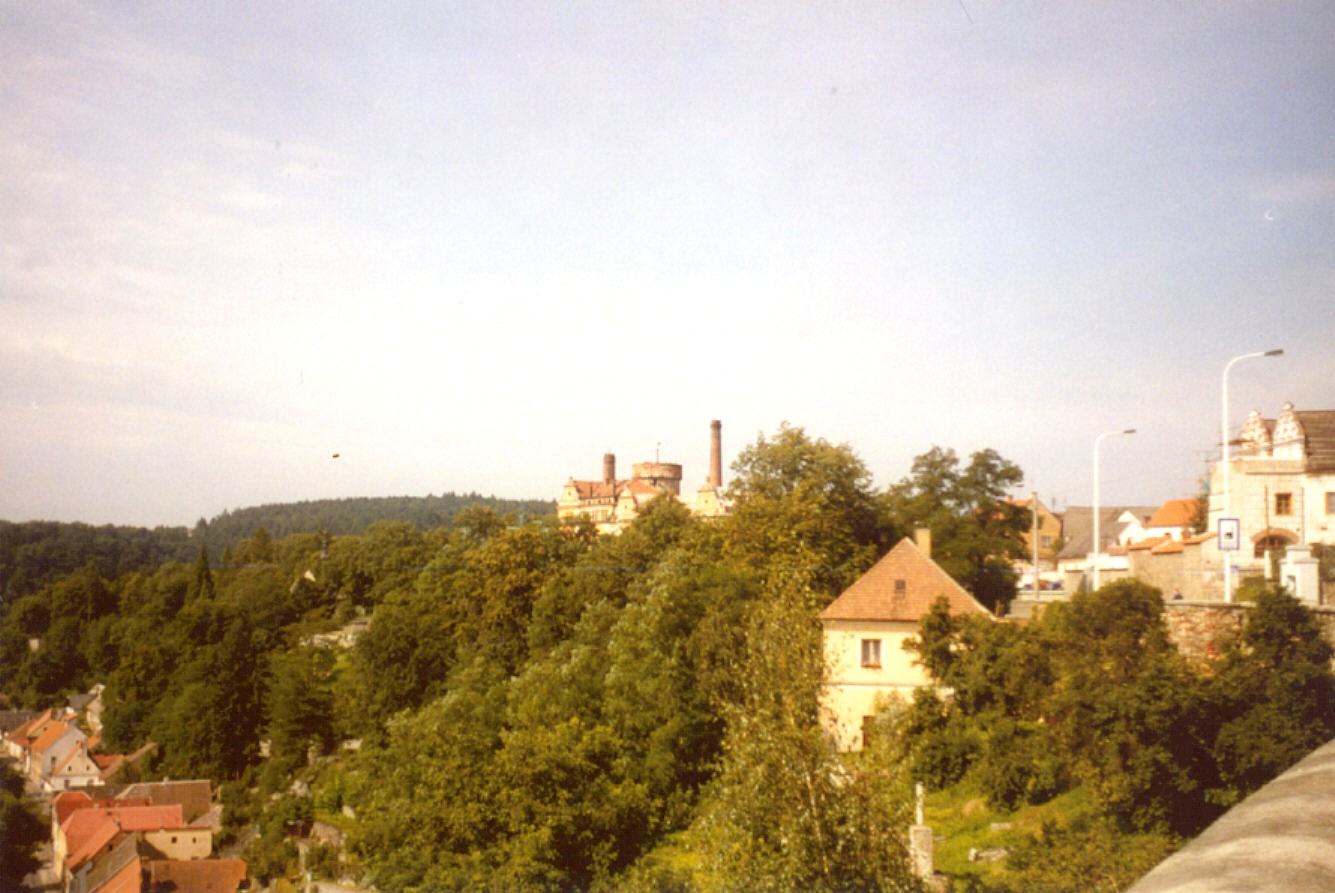
Panorama miasta
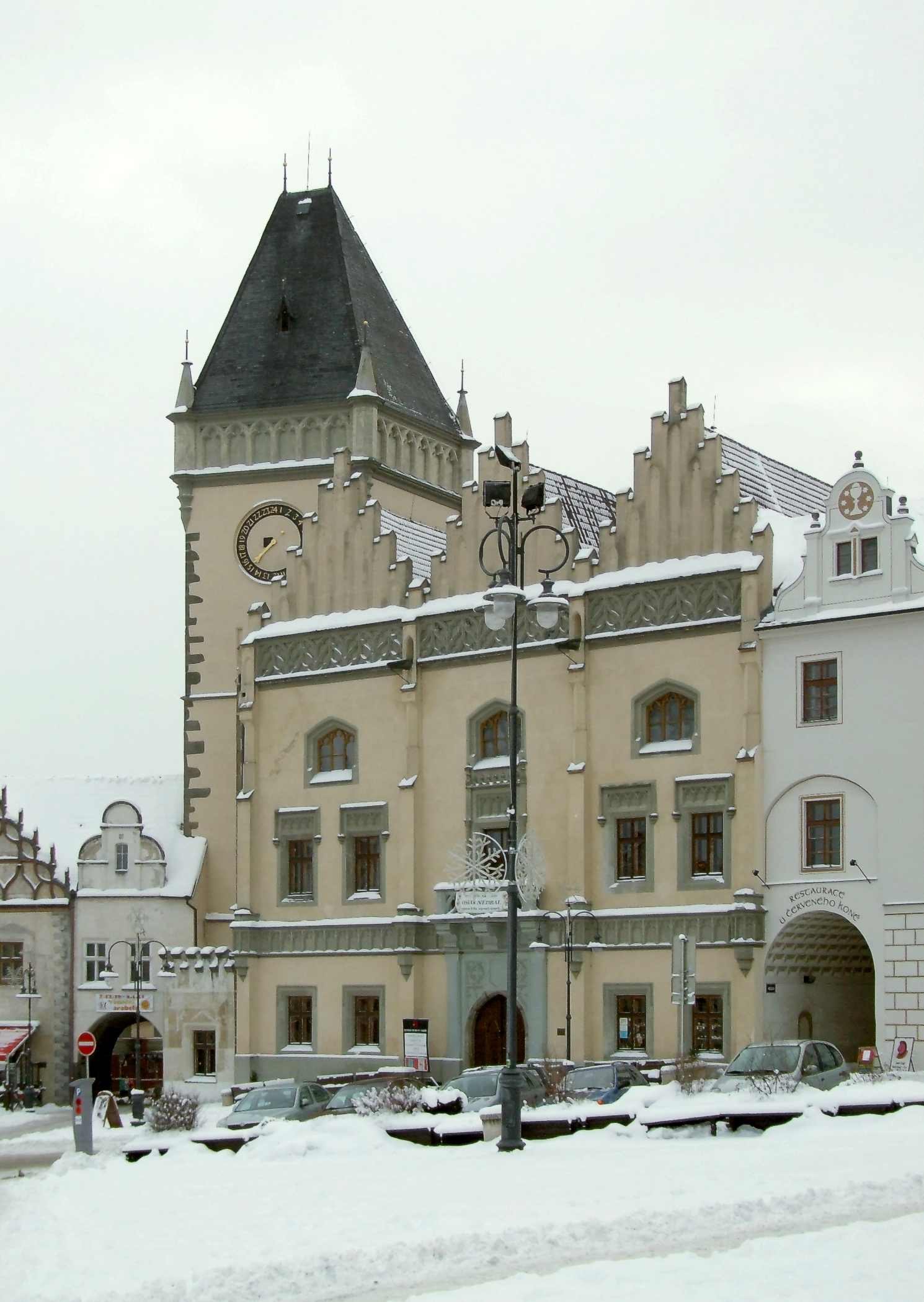
Późnogotycki ratusz
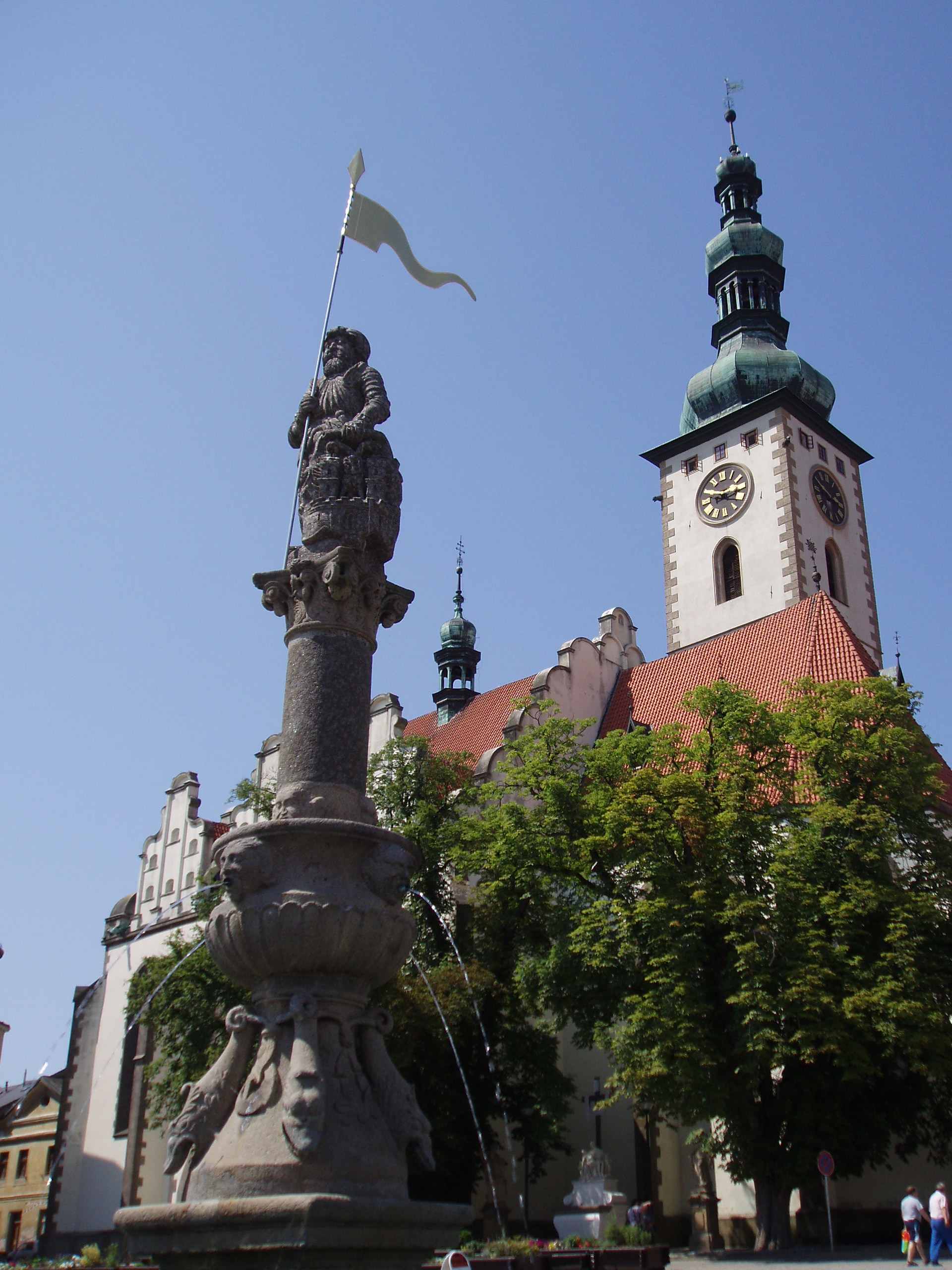
Kościół i pomnik Rolanda
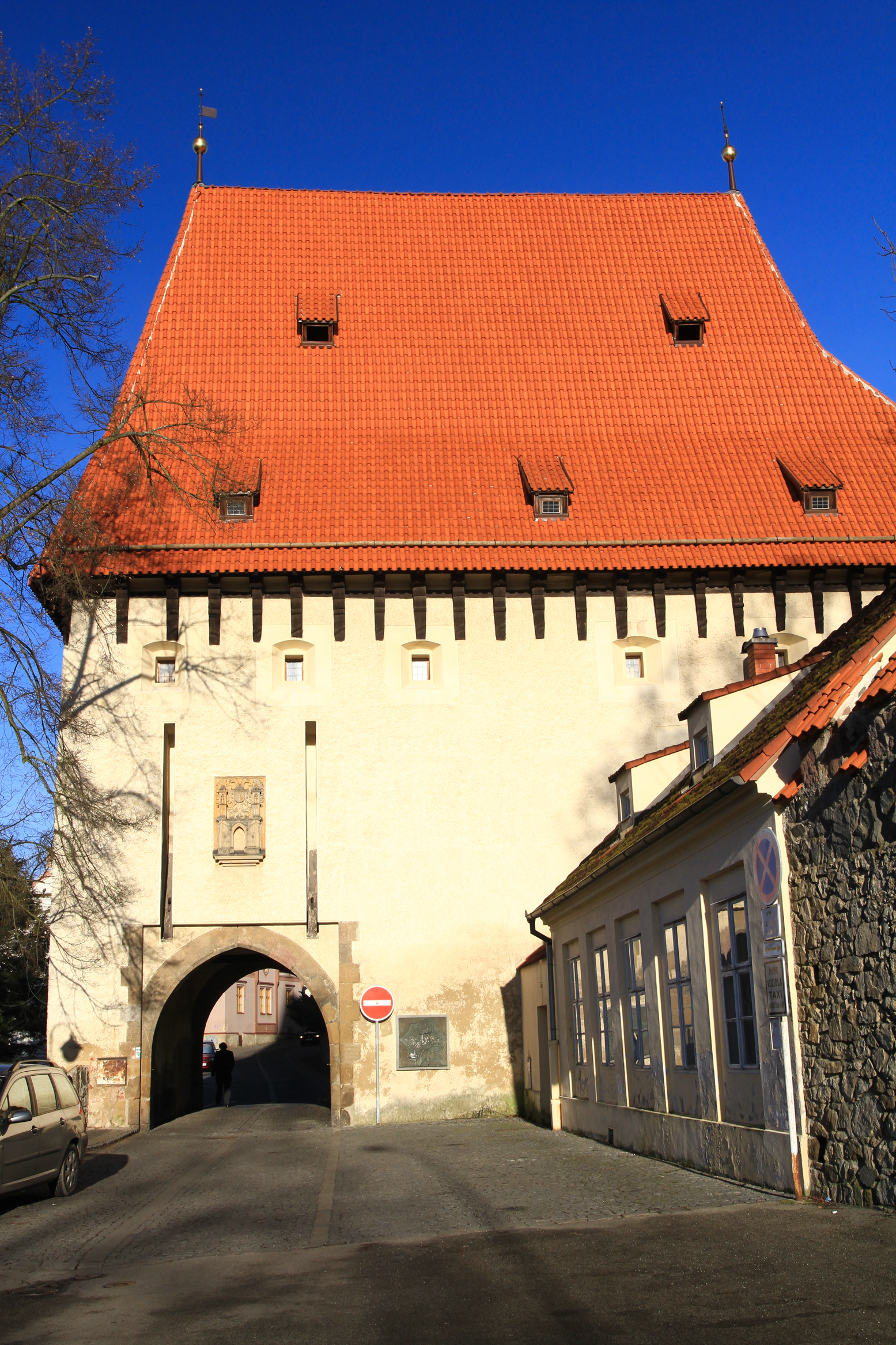
Brama Bechyńska z herbem
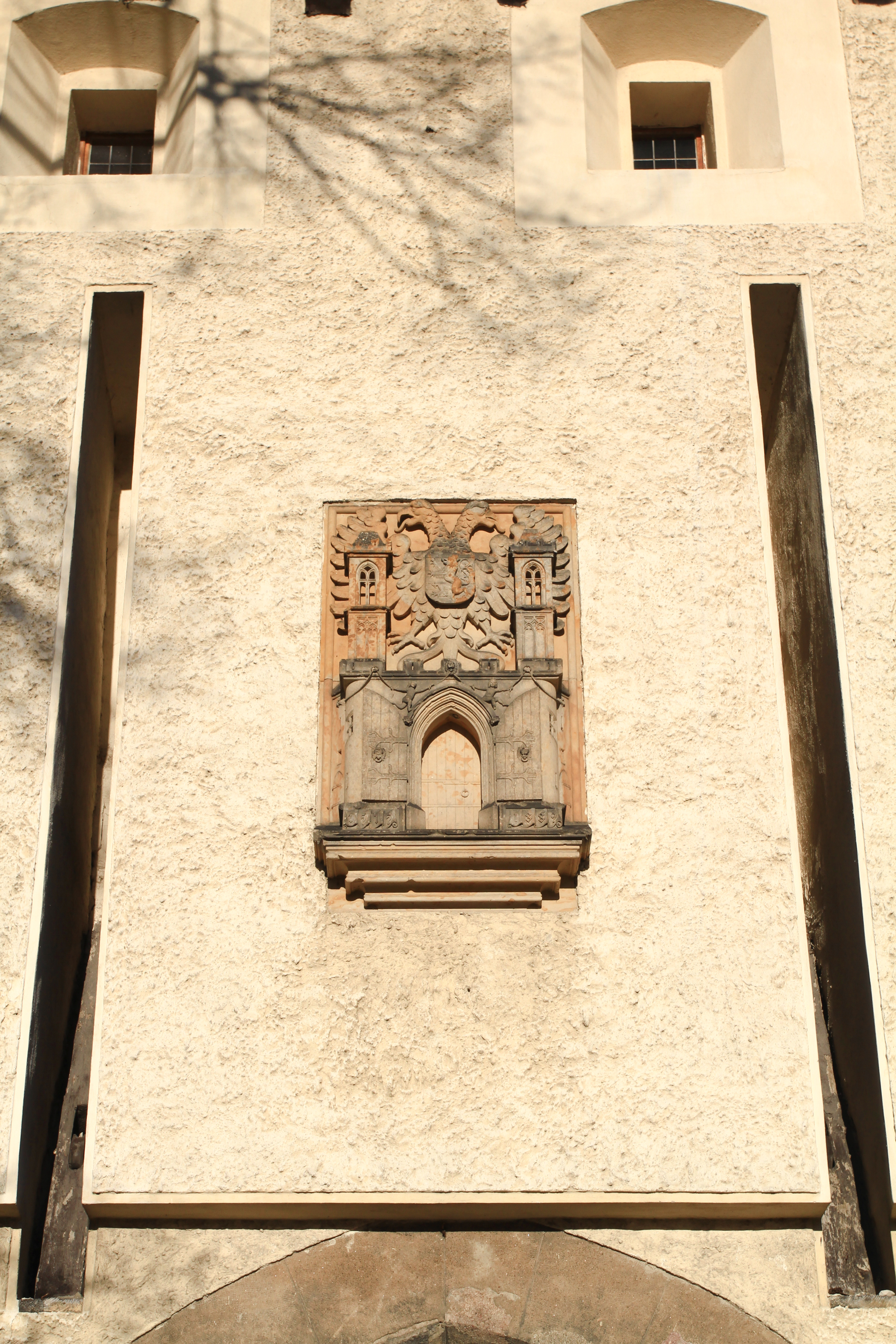
Herb miasta
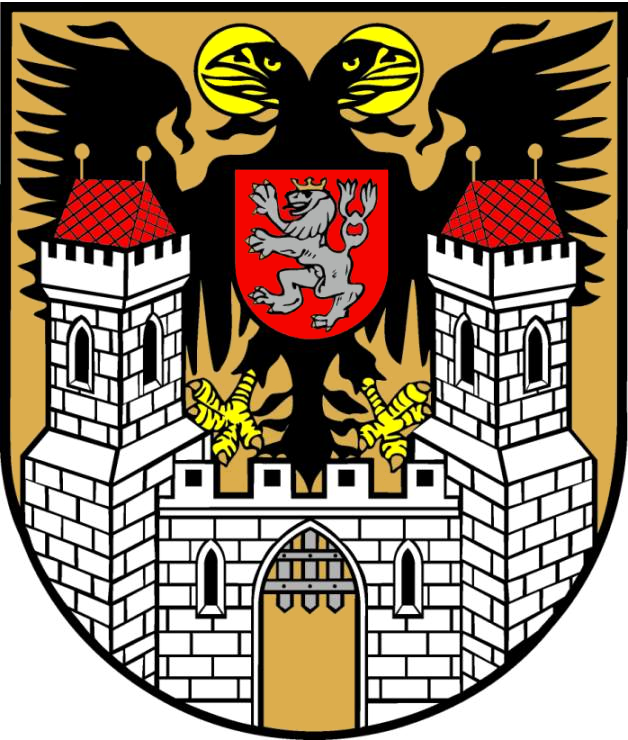
Herb miasta

## Współpraca
Tabor posiada umowy partnerskie z następującymi miejscowościami:
- Dole, Francja
- Konstancja, Niemcy
- Nowe Zamki, Słowacja
- Orinda, Stany Zjednoczone
- Sint-Niklaas, Belgia
- Škofja Loka, Słowenia
- Wels, Austria